# Нучарово
Нуча́рово — село в Ардатовском районе Нижегородской области России. Входит в состав Саконского сельсовета.

## Этимология
Существуют несколько версий происхождения названия села. По одной из них, оно происходит от названия протекающей неподалёку реки Нучи, по другой — от мордовского традиционного имени Начар, по третьей, означает происхождение основателя села из расположенного неподалёку села Нучи.

## История
Впервые упоминается в Арзамасских поместных актах за 1585 год как деревня, подаренная царем свияжскому жильцу Петру Чуркину.
Селом стало около 1690 года, когда здесь была построена деревянная церковь в честь Архистратига Михаила (на данный момент утрачена) с приделом в честь Рождества Пресвятой Богородицы. О том, что село мордовское говорит его название, которое происходит от языческого имени Нучар (в «Нижегородском топонимическом словаре Н. В. Морохина» — Начар).
«Краевед» Александр Базаев приводит ещё одну трактовку: «живущий на Нуче», предполагая, что основатель был родом из соседнего селения Нуча.
По версией местных жителей сторожил происхождения названия села пошло от реки Нуча и огромного рва Чара.
Известно, что в 1751 году Нучарово принадлежало надворному советнику Ивану Васильевичу Татищеву (в селе проживали 455 душ мужского пола и 258 душ женского пола). В 1784 году среди владельцев села — советник Петр Васильевич Татищев, коллежский асессор Афанасий Иванович Зиминский, Александр Степанович Соловцов, Михаил Павлович Жуков. С 1805 года селом владела дочь Зиминского — Наталья Афанасьевна Стремоухова, с 1828 года часть села — за князьями Гагариными (Стремоуховы и Гагарины владели землями в Нучарове до революции 1917 года).
Строительство местного каменного церкви Рождества Пресвятой Богородицы (престолы: главный — в честь Рождества Пресвятой Богородицы, приделы: правый — в честь Архистратига Михаила, левый — великомученицы Варвары), законченное в 1820 году, связано с именем Зиминской-Стремоуховой.
Основным занятием населения было скотоводство, гончарное дело (кирпич), кузнечное ремесло (паровые котлы), земледелие — сеяли рожь, пшеницу, ячмень, овес, просо, горох.
Основная религиозная группа в селе — православные.

## Географическое положение
Покинутое село Нучарово находится на юго-западе Нижегородской области России, между автомобильной дорогой Ардатов — Саконы и течением реки Нучи. Административный центр муниципального округа Ардатов находится в 12 км к юго-востоку от Нучарова. Село соединено просёлочными дорогами на северо-западе с покинутой деревней Миякуши (расстояние 2,5 км), на востоке — с селом Выползово (3,5 км), на юге — с селом Нуча. В полукилометре к юго-востоку от села протекает река Нуча. В селе имеется три озера, а к востоку от него находятся небольшие овраги. Высота над уровнем моря около 153 метров.
Село Нучарово, как и вся Нижегородская область, находится в часовой зоне МСК (московское время). Смещение применяемого времени относительно UTC составляет +3:00.

## Административная принадлежность
Село Нучарово входит в состав Саконского сельсовета Ардатовского муниципального округа Нижегородской области Российской Федерации.

## Климат
Село находится в зоне умеренно-континентального климата, который характеризуется холодной продолжительной зимой и тёплым, но достаточно коротким летом. За год выпадает в среднем 450—550 мм осадков, из них 68 % — в виде дождя и 32 % — в виде снега. Среднегодовая относительная влажность воздуха — 76 %. Снежный покров достигает 50 см, а в особо снежные зимы может достигать одного метра и более.
Весна приходит резко, обычно к середине апреля, при этом вплоть до середины мая нередки заморозки. Лето сравнительно короткое и достаточно жаркое — в отдельные годы температура может достигать 36 °C. Шапка лета приходится на июль. В конце весны и лета нередки грозы — их может случаться до 20 за год, почти каждый год выпадает град. Осень приходит в сентябре и стоит до начала ноября, но уже в сентябре нередки заморозки. Зима наступает в начале ноября и продолжается до середины марта. Обычно первый снег выпадает в октябре и держится в течение пяти месяцев, сходит к 10—15 апреля. Почва промерзает на глубину 70—90 см.
Вегетационный период составляет 189 дней, продолжительность безморозного периода — 137 дней.

## Население
| Численность населения | Численность населения | Численность населения | Численность населения | Численность населения | Численность населения | Численность населения | Численность населения | Численность населения | Численность населения | Численность населения | Численность населения |
| 1751                  | 1784                  | 1859                  | 1890                  | 1897                  | 1916                  | 1978                  | 1992                  | 1999                  | 2002                  | 2010                  | 2021                  |
| --------------------- | --------------------- | --------------------- | --------------------- | --------------------- | --------------------- | --------------------- | --------------------- | --------------------- | --------------------- | --------------------- | --------------------- |
| 713                   | ↗723                  | ↗744                  | ↗780                  | ↘661                  | ↗1034                 | ↘100                  | ↘46                   | ↘26                   | ↘14                   | ↘3                    | ↘1                    |

## Инфраструктура
В деревне две улицы: Запрудная и Матросова. Старые названия улиц - Гатиловка, Долгая сторона, Пововка.